# Irom Chanu Sharmila
Sharmila Irom Chanu, nota anche con lo pseudonimo di Iron Lady (14 marzo 1972), è un'attivista e poetessa indiana.
Nota anche come "Iron Lady of Manipur" o "Mengoubi" ("il giusto") è una attivista politica e per i diritti civili, originaria dello stato indiano di Manipur, nella parte nord-orientale dell'India. Manipur per decenni è stato attraversato da insurrezioni; dal 2005 al 2015 circa 5.500 persone sono morte a causa della violenza politica.
Il 5 novembre 2000, ha iniziato uno sciopero della fame a favore dell'abolizione della legge sulle forze armate (poteri speciali) del 1958, che si applica ai sette stati e concede alle forze armate indiane il potere di perquisire proprietà senza mandato, di arrestare persone e usare la forza letale se c'è "ragionevole sospetto" che una persona stia agendo contro lo stato. Tre giorni dopo avere iniziato lo sciopero della fame è stata arrestata con l'accusa di tentato suicidio. Ha concluso il digiuno il 9 agosto 2016, dopo 16 anni. Avendo rifiutato cibo e acqua per più di 500 settimane (è stata alimentata forzatamente in prigione), il suo è stato definito "lo sciopero della fame più lungo del mondo". Nel 2014, in occasione della Giornata internazionale della donna, è stata votata come la migliore donna icona dell'India da MSN Poll. Nel 2014 le è stato negato il diritto di voto in quanto una persona detenuta in carcere non può votare secondo la legge. Il 19 agosto 2014 un tribunale ha ordinato il suo rilascio, a condizione che non vi fossero altri motivi per la detenzione. Il 22 agosto 2014 è stata nuovamente arrestata con accuse simili alle precedenti e trattenuta in custodia cautelare per 15 giorni. Amnesty International l'ha dichiarata prigioniera di coscienza.

## Gli inizi
Sahrmila è nata e cresciuta nel Manipur, uno dei sette stati nordorientali dell'India. Nel 1958, il governo indiano ha approvato una legge, l'Armed Forces (Special Powers) Act, 1958 che si applica solo ai sette stati e garantisce alle forze di sicurezza il potere di perquisire proprietà senza mandato, arrestare persone e usare la forza mortale se vi è "ragionevole sospetto" che una persona agisca contro lo Stato; una legge simile si applica a Jammu e Kashmir.
Sharmila era già coinvolta in movimenti pacifisti locali per quanto riguarda le violazioni dei diritti umani nel Manipur, quando, il 2 novembre 2000, a Malom, una città nella Imphal Valley del Manipur, dieci civili furono uccisi a colpi di arma da fuoco mentre aspettavano alla fermata dell'autobus. L'incidente, noto come "Massacro di Malom",sarebbe stato commesso dagli Assam Rifles, una delle forze paramilitari indiane operanti nello stato. Le vittime includevano Leisangbam Ibetombi, una donna di 62 anni, e Sinam Chandramani, 18 anni, vincitore del National Bravery Award nel 1998.

## Lo sciopero della fame
Sharmila, che aveva 28 anni al tempo del massacro di Malom, iniziò a digiunare per protesta. La sua richiesta principale al governo indiano è stata l'abrogazione della legge sulle forze armate (poteri speciali) (AFSPA). Ha iniziato il suo digiuno a Malom il 5 novembre e ha promesso di non mangiare, bere, pettinarsi o guardarsi allo specchio fino a quando l'AFSPA non fosse stato abrogato.
Tre giorni dopo l'inizio dello sciopero, è stata arrestata dalla polizia e accusata di "tentato suicidio", che all'epoca era illegale ai sensi del codice penale indiano (IPC), ed è stata successivamente trasferita alla custodia giudiziaria. La sua salute è peggiorata rapidamente e dal 21 novembre le è stata imposta l'intubazione nasogastrica per mantenerla in vita durante l'arresto.
Sharmila è stata regolarmente rilasciata e nuovamente arrestata ogni anno dall'inizio del suo sciopero della fame.
Nel 2004, Sharmila era diventata una "icona della resistenza pubblica". Più tardi quella sera, Sharmila si è diretta a Jantar Mantar per una manifestazione di protesta alla quale si sono uniti studenti, attivisti per i diritti umani e altri cittadini preoccupati. Il 6 ottobre è stata nuovamente arrestata dalla polizia di Delhi per tentato suicidio ed è stata portata all'All India Institute of Medical Sciences, dove ha scritto lettere al Primo Ministro, al Presidente e al Ministro dell'Interno. 
In questo periodo, ha incontrato e ottenuto il sostegno del premio Nobel Shirin Ebadi, attivista per i diritti umani, che ha promesso di sostenere la causa di Sharmila al Consiglio dei diritti umani delle Nazioni Unite.
Nel 2011, ha invitato l'attivista anticorruzione Anna Hazare a visitare Manipur e Hazare ha inviato due rappresentanti per incontrarla.
Nel settembre 2011, il Partito Comunista dell'India (marxista-leninista) (CPI ML) ha dichiarato apertamente il proprio sostegno a lei e all'abrogazione dell'AFSPA, chiedendo un'agitazione a livello nazionale
Successivamente, nell'ottobre 2011, il Manipur Pradesh All India Trinamool Congress ha annunciato il proprio sostegno a Sharmila e ha invitato il capo del partito Mamata Banerjee ad aiutare ad abrogare l'AFSPA. Poi a novembre, alla fine dell'undicesimo anno di digiuno, Sharmila ha nuovamente invitato il primo ministro Manmohan Singh ad abrogare la legge. Il 3 novembre 100 donne hanno formato una catena umana ad Ambari per mostrare sostegno a Sharmila, mentre altri gruppi della società civile hanno organizzato un digiuno di 24 ore in segno di solidarietà.
Nel 2011 è stata lanciata la Save Sharmila Solidarity Campaign (SSSC) per evidenziare la lotta di Sharmila e nel dicembre 2011 l'Università di Pune ha annunciato un programma di borse di studio per 39 studentesse Manipuri per seguire corsi di laurea in onore dei 39 anni di Irom Sharmila Chanu.
Ha incontrato sua madre solo una volta durante il digiuno, poiché credeva che vedere l'angoscia di sua madre avrebbe potuto spezzare la sua determinazione. Ha detto: "Il giorno in cui l'AFSPA sarà abrogato, mangerò il riso dalla mano di mia madre".
Il 28 marzo 2016 è stata rilasciata dalla custodia giudiziaria poiché le accuse contro di lei sono state respinte da un tribunale locale di Imphal. Sharmila ha mantenuto il suo voto di non entrare in casa sua né di incontrare sua madre fino a quando il governo non avesse abrogato l'AFSPA ed è andata a continuare il suo digiuno a Shahid Minar lo stesso giorno del suo rilascio. È stata nuovamente arrestata dalla polizia con la stessa accusa di tentato suicidio mediante digiuno a tempo indeterminato.

## Fine del digiuno
Il 26 luglio 2016, Irom Sharmila, che era in sciopero della fame dal 2000, ha annunciato che avrebbe terminato il suo digiuno il 9 agosto 2016. Ha anche annunciato che avrebbe contestato le prossime elezioni statali a Manipur.
L'obiettivo del suo sciopero della fame e del suo ingresso in politica è lottare per la rimozione dell'AFSPA; ha affermato: "Mi unirò alla politica e la mia lotta continuerà"

## Premi e riconoscimenti
Sharmila ha ricevuto il Premio Gwangju 2007 per i diritti umani, assegnato a "una persona o un gruppo eccezionale, attivo nella promozione e difesa della pace, della democrazia e dei diritti umani". Ha condiviso il premio con Lenin Raghuvanshi del People's Vigilance Committee on Human Rights, un'organizzazione per i diritti umani dell'India nord-orientale.
Nel 2010, ha vinto un premio alla carriera dalla Commissione asiatica per i diritti umani. Nello stesso anno ha vinto il Rabindranath Tagore Peace Prize dell'Indian Institute of Planning and Management, che è arrivato con un premio in denaro di 5.100.000 rupie, e il Sarva Gunah Sampannah "Premio per la pace e l'armonia" dal Signature Training Center.
Nel 2013, Amnesty International l'ha dichiarata Prigioniera di coscienza e ha affermato che "è detenuta esclusivamente per un'espressione pacifica delle sue convinzioni".

## Vita personale
Giovedì 17 agosto 2017, Irom Sharmila Chanu ha sposato il suo partner britannico Desmond Anthony Bellarnine Coutinho a Kodaikanal. Domenica 12 maggio 2019, all'età di 47 anni, ha dato alla luce due gemelle di nome Nix Shakhi e Autumn Tara.